# Prosdocimus

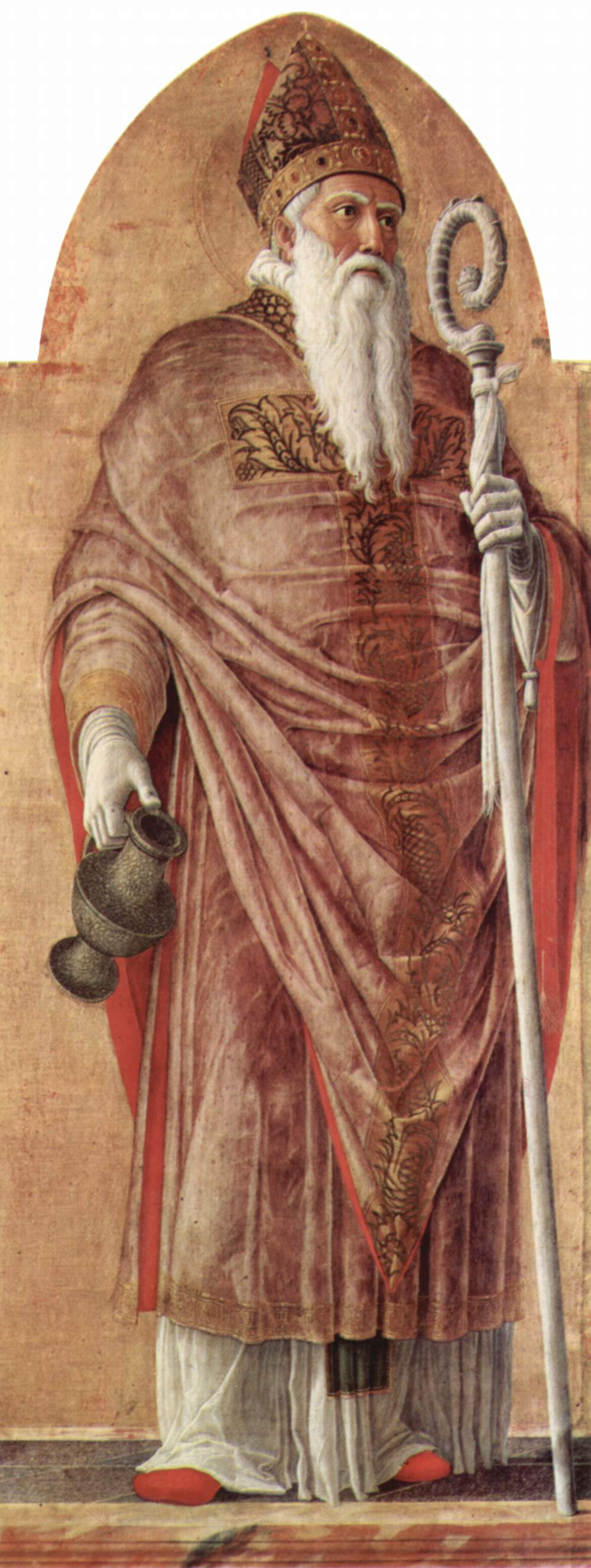
Hl. Prosdocimus von Andrea Mantegna, 1453/54 (Pinacoteca di Brera)

Prosdocimus († angeblich um 100 in Padua) war der Legende nach erster Bischof von Padua.
Der legendären Vita aus dem 12. Jahrhundert zufolge war er griechischer Herkunft – darauf deutet auch der Name Prosdokimos – und wurde im Alter von 20 Jahren von Petrus von Antiochia zur Mission nach Italien gesandt. Die Überlieferung sieht ihn im engen Zusammenhang mit dem Wirken der Heiligen Markus, der in Aquileia tätig gewesen sein soll, und Apollinaris, des legendären ersten Bischofs von Ravenna; Prosdocimus habe dabei bis ins westliche Venetien missioniert.
Die früheste schriftliche Erwähnung des Prosdocimus stammt allerdings erst etwa aus dem 6. Jahrhundert in Form einer Inschrift auf einem Relief in der Kirche Santa Giustina in Padua, das ihn als Bischof und Bekenner kennzeichnet. Eine Urkunde aus dem Jahr 860 erwähnt erstmals seinen Kult. Gedenktag des Heiligen ist der 7. November.

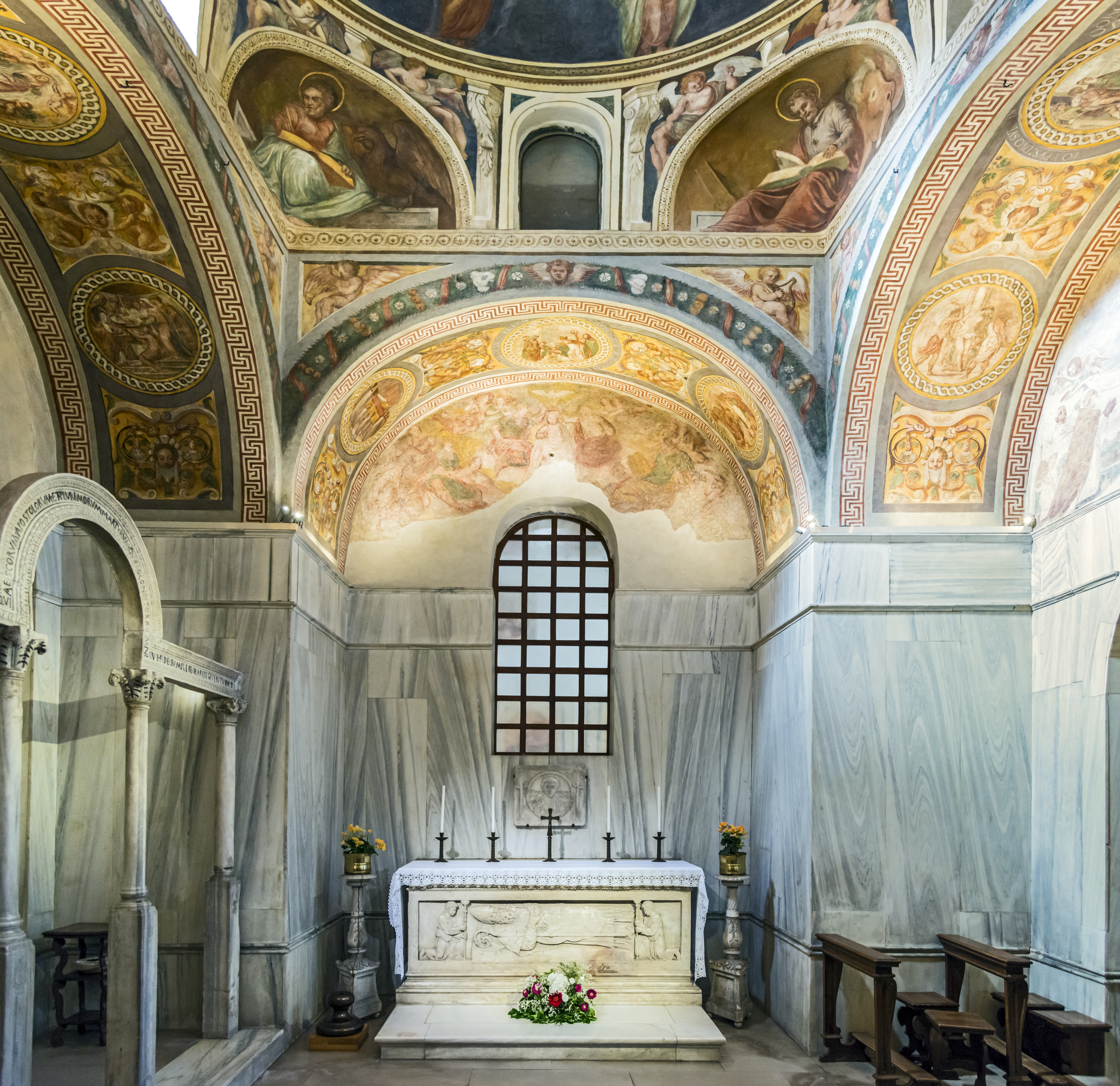
Das Heiligtum von Prosdocimus in Padua
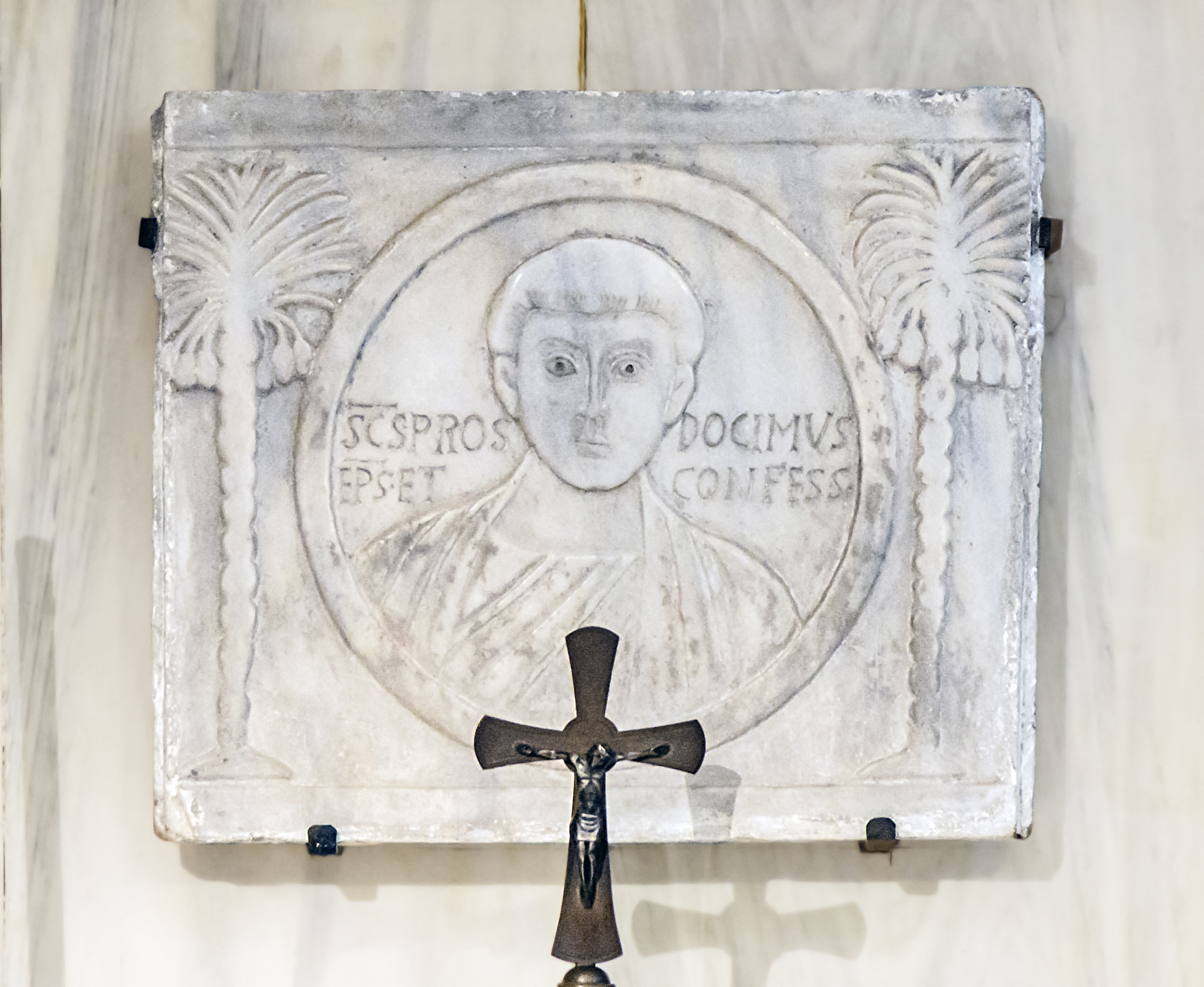
Hl. Prosdocimus. Relief in S.Giustina zu Padua, ravennatisch um 500 n. Chr.
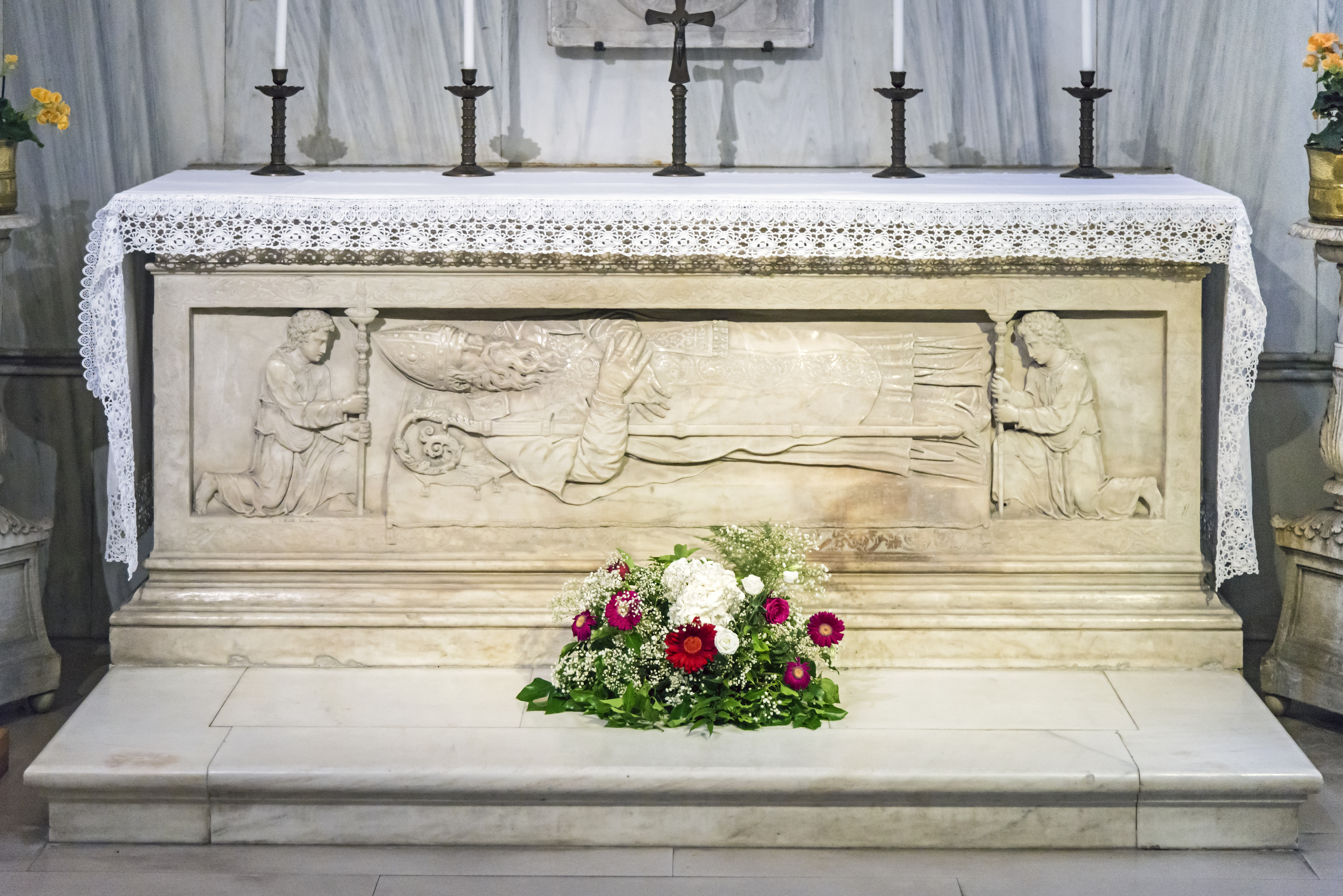
Das Grab